# Eriopus grandiretis
Eriopus grandiretis là một loài Rêu trong họ Hookeriaceae. Loài này được Broth. mô tả khoa học đầu tiên năm 1924.